# Satō Seizaburō
Satō Seizaburō (佐藤誠三郎) est un historien japonais né le 8 juillet 1932 et mort le 28 novembre 1999. S'il commence sa carrière proche des écoles marxistes qui dominent l'historiographie du Japon après-guerre, il évolue par la suite vers la théorie de la modernisation.